# Thorn et Hogan
Thorn, Hogan et Cie war ein französischer Hersteller von Automobilen.

## Unternehmensgeschichte
Die Amerikaner Thorn und Hogan gründeten 1901 in Puteaux das Unternehmen zur Produktion von Automobilen. Der Markenname lautete Thorn et Hogan. 1902 endete die Produktion.

## Fahrzeuge
Das einzige Modell war mit einem Zweizylindermotor mit 10 PS Leistung ausgestattet. Der Motor war vorne im Fahrzeug montiert und trieb über eine Kardanwelle die Hinterachse an. Es gab die Karosserieform Tonneau mit Platz für vier Personen.